# Alliance nationale pour l'accroissement de la population française
L'Alliance nationale pour l'accroissement de la population française est une association française nataliste fondée en 1896 par plusieurs figures de la Troisième République, issus de différents bords politiques. Son objectif est de favoriser la natalité en France, notamment pour rivaliser avec l'Allemagne, qui connaît une forte natalité au début du XXe siècle.

## Histoire et activité
L'Alliance fut fondée en août 1896 par Jacques Bertillon, chef du bureau de statistiques de la ville de Paris, Émile Javal, ophtalmologiste, Charles Richet, physiologiste, André Honnorat, homme politique, ainsi qu'une centaine de sympathisants. Elle se donnait pour but de redresser la natalité française en alertant l'opinion et en faisant pression sur les acteurs politiques, dans un contexte où la dénatalité est considérée comme un « fléau social ». Bien que d'autres associations similaires existaient, elle est considérée comme la plus influente,,, et sa fondation est considérée comme marquant le début du natalisme en France. Contrairement aux autres associations pronatales, elle se concentre sur le plaidoyer, et apporte peu de soutien direct aux familles nombreuses. Très active, elle fait rapidement des adeptes dans les milieux de la bourgeoisie cultivée (professions libérales, carrières juridiques, gens de lettres...) et infiltre ainsi les milieux parlementaires. L'association publie une revue mensuelle, qui sera renommée Revue de l'Alliance nationale contre la dépopulation à partir de 1922, afin d'élargir son audience, et imprime également des affiches et des tracts.
En 1913, l'alliance est reconnue d'utilité publique par le président Poincaré, par décret du 3 août, à la suite de quoi son nombre d'adhérents augmente fortement, regroupant plus de 25 000 membres en 1939.
En 1920, la loi du 31 juillet prohibant toute information relative à la contraception et renforçant les sanctions contre l'avortement concrétise l'action de propagande nataliste de l'alliance.

## Membres
Elle compte parmi ses membres des personnalités de gauche telles qu'Émile Zola et Émile Cheysson, et de droite, comme les économistes Alfred de Foville et Paul Leroy-Beaulieu, et va progressivement se rapprocher des ligues de moralité telles que la Ligue pour le relèvement de la moralité publique de Paul Bureau. Cette diversité est aussi vue dans les instances directrices de l'association : Jacques Bertillon était laïque et dreyfusard tandis que Fernand Boverat, le secrétaire général de 1913 à 1937 et la personnalité la plus importante, est conservateur,. Lorsqu'est créée la commission extra-parlementaire sur la dépopulation en 1902, un membre sur cinq fait partie de l'association.

## Revendications et idéologie
L'association appelle à renforcer la natalité pour lutter contre la dépopulation, qui est dépeinte comme un « péril pour la nation », parce que cause de faiblesse économique ainsi que militaire, en particulier face à la population allemande, qui connaît 2 millions de naissances annuelles dans la période 1900–1910 contre seulement 800 000 en France,. La communication fait ainsi beaucoup appel à des notions de danger, mais souligne également les joies de la famille.